# Bitstream Vera

Панграмма на английском языке, набранная шрифтом Vera Sans

Vera — семейство шрифтов, выпущенное с либеральной лицензией.
Разработано Джимом Лайлзом (Jim Lyles) из Bitstream Inc., и во многом основано на Bitstream Prima, также созданном Лайлзом. Bitsteam Vera — шрифт типа TrueType с инструкциями хинтинга, что позволяет улучшить отображение шрифта на устройствах с низкой разрешающей способностью, таких, как компьютерные мониторы. Кроме того, для пользователей LaTeX шрифт доступен в формате Type 1 под именем Bera.
Vera включает в себя шрифты с засечками, без засечек и моноширинный.
Хотя Vera сам по себе содержит небольшой набор символов, включающий в себя распространённые знаки пунктуации и латинский алфавит с диактирическими знаками, его лицензия позволяет кому-либо создавать производные работы и распространять их с некоторыми ограничениями — одним из примеров является семейство шрифтов DejaVu, содержащее дополнительные глифы (включая кириллицу) и начертания. В настоящее время семейство шрифтов DejaVu завоёвывает роль основного шрифтового семейства в GNU/Linux — оно установлено более чем на 80% компьютеров с GNU/Linux. В то же время на Windows и Macintosh семейство DejaVu практически неизвестно, в то время как Bitstream Vera Sans установлен на 25% и 20% таких систем (на компьютерах с юниксопододобными ОС — 79%). Моноширинный шрифт Bitstream Vera Sans Mono часто применяют потому, что в нём можно чётко различить похожие символы: 'l' (L в нижнем регистре) от '1' (цифра один) и 'I' (i в верхнем регистре), а также '0' (ноль) от буквы 'O', в отличие от более распространённого шрифта Monotype Courier New. Производный от Sans Mono — Menlo — распространяется компанией Apple в составе операционной системы Mac OS X 10.6.